# Вершиновка
Верши́новка (рос. Вершиновка) — селище у складі Акбулацького району Оренбурзької області, Росія.

## Населення
Населення — 37 осіб (2010; 154 у 2002).
Національний склад (станом на 2002 рік):
- казахи — 71 %